# Harrington (Delaware)
Harrington város az USA Delaware államában Kent megyében. Lakosainak száma 3774 fő (2020. április 1.).

## Történet
Harrington előtt a területet „Clark’s Corner” néven ismerték.  Körülbelül 6000 hektár Mispillion erdőből alakították ki,hatalmas fák álltak a területen, amelyek Kent és Sussex megyék nagy részét borították. 1780-ban Benjamin Clark, a térség első európai telepeseinek leszármazottja otthont és vendéglőt épített az akkori Frederica és Milford felé vezető utak kereszteződésénél.  A kocsma a kereskedő kocsik állomásává vált;  a gazdák híreket váltottak és árukat cseréltek.  Logikus hely volt a vasúti megállóhely számára, amikor a Delaware Railroad 1856-ban megállót tett oda, lehetővé téve könnyű hozzáférést Philadelphiához és Wilmingtonhoz.  A vasút nagyban felgyorsította a város népességgyarapodását és ipari növekedését.  A következő évben postát hoztak létre, és 1862-ben Samuel Maxwell Harrington, a Delaware vasút kancellárjának tiszteletére felvették a „Harrington” nevet. 1869-ben Harrington városát beépítették, és meghatározták a városhatárokat.  Tizennégy évvel később megalapították a Harrington Könyvtárat, és megalakult az első városi újság, a „The Harrington Enterprise”.  1900-ra a városban négy konzervgyár működött a mezőgazdasági termékek feldolgozására, és a ruhagyártók is felfedezték Harringtont.  Az 1930-as évek közepére tucatnyi kisiparos gyártotta az ingeket, nadrágokat, ruhákat és fehérneműket az ország legnagyobb ruházati beszállítóinak.  A déli és New England-i textilgyárak előre kivágott ruhadarabokat szállítottak Harringtonba, ahol ingekké és nadrágokká állították össze, majd vasúton elküldték a nagyobb márka vállalatoknak.  Az 1970-es évek közepére a ruházati gyárak nagy része bezárt, és Harrington más felé kereste a kiutat. Az 1980-as évek elején a város összekapcsolta a városi víz- és csatornaszolgáltatást az ipari parkkal.  Ez lehetővé tette a város számára, hogy fa ipari céget és dobozgyárat alapíthassanak ott.
A vásár és a Harness Racing két hosszú ideje tartó harringtoni hagyomány a város új növekedésének és jövőbeli fejlődésének az alapja.  A vásár 1920 óta szerves része az életnek Harringtonban és környékén, amikor egy kis vállalkozói csoport elindította a Kent & Sussex megyei vásárt (a név 1962-ben Delaware State Fair-re változott).  A vásár mindig pozitív hatással volt a helyi gazdaságra.  Egy 1996-os gazdasági hatástanulmány, amely utoljára elkészült, azt mutatta, hogy a vásár évente mintegy 4 millió dollárt hozott Harrington térségébe.  Évente a vásár mintegy 200 helyi lakosnak ad munkát. Az éves, júliusban megrendezésre kerülő, tíznapos vásáron kívül a vásárterület egész évben megrendezendő események, lókiállítások, ügetőversenyek, bolhapiacok, veterán autó bemutatók és sok más közösségi esemény helyszíne. Harringtoni ügetőverseny, mióta egy rajongócsoport 1946-ban 60 napos találkozót tartott a vásártéren. A következő évben megalapították a „The Harrington Raceway” nevű egyesületet, és megépítették a mai pályát.  Ma ez az ország legrégebbi, folyamatosan működő ügetőversenypályája.  Annak ellenére, hogy hosszú évek óta Harringtonban müködött, a pálya az 1990-es évek elején és közepén bajba került, a látogatottság és a jövedelmezőség is visszaesett.  A versenypálya elavult létesítményei is szerepet játszottak a visszaesésében.  Mindez megváltozott, amikor megváltoztatták a Delaware szerencsejátékra vonatkozó törvényeit 1996-ban. Az állami törvények szerint az állam három nyerőgépes kaszinójának bevételének mintegy 12 százalékát fel kell használni a Delaware-i lóverseny fejlesztésének elősegítésére.  Az elmúlt években a versenypályán új paddockot építettek a lovak számára, új adminisztrációs épületet, jobb utakat és parkolást, valamint magát a pályát is felújították. A Harrington Raceway & Casino, egy 6 millió dolláros nyerőgépes palota, amely 1337 géppel rendelkezik, tízhavonta körülbelül 1,5 millió embert vonz.  A Harrington Raceway & Casino havonta körülbelül 10 millió dollár értékű üzleti tevékenységet folytat.  Az állam ennek a pénznek 52 százalékát megkapja, bár csak mintegy 35 százaléka kerül az általános alapba.  A többit a lóverseny fejlesztéseinek kifizetésére és az egyéb költségek fedezésére fordítják.  Az általuk megtartott 48 százalék 87 százalékát vissza kell juttatni a játékosoknak nyeremény formájában az állami törvények szerint. A Harrington Raceway & Casino hatalmas hatással volt Harringtonra és környékére. A 450 alkalmazott legnagyobb része helyi.  A nyerőgépekhez érkező emberek és pénzáradat további bővítésekhez vezetett, és több éttermet és motelt hozott létre a környéken. A fejlődés és a további várakozások ellenére sok lakos szerint Harringtonnak sikerül fenntartania barátságos légkörét.

## Demográfia
A városban 1608 férfi (44,1%) és 2038 nő (55,9%) nő lakott 2017-ben
A városban lakok
átlag életkora 28,9 év volt
Az etnikai megoszlás (2010)
2381   66,8%    fehér
882    23,1%    afroamerikai
183     5,1%    latin-amerikai
134     3,71%   egyéb
27      0,8%    ázsia
15      0,4%    indián
A lakosok 20,7%-a élt a szegénységi küszöb alatt 2017-ben.
Harringtonban a bűncselekmények aránya 2019-ben 452 (City-Data.com bűnügyi index), ami 1,7-szer magasabb az amerikai átlagnál.  Magasabb volt, mint az Egyesült Államok 94,0% -ában.  A harringtoni bűncselekmények aránya 2019-ben 2% -kal emelkedett 2018-hoz képest. Az elmúlt 5 évben Harrington növekvő erőszakos bűnözéssel és a vagyon elleni bűncselekmények csökkenésével járt.
A környező települések bűnözési indexe a nagyobb szám több büncselekményt jelent.
Harrington: 452.4
Felton: 122.5 
Milford: 411.7 
Greenwood: 260.1 
Frederica: 50.1 
Ellendale: 216.2 
Bridgeville: 275.4 
Greensboro: 153.7 
Camden: 275.2

## Közlekedés
Az Egyesült Államok 13-as útja (Dupont Highway) a fő észak-déli út Harringtonban, észak felé halad Dover és dél felé Salisbury, Maryland irányába.  A Delaware 14-es út a fő kelet-nyugati út Harringtonban, nyugat felé halad a Maryland-i Denton és keletre Milford felé. A DART First State autóbuszjáratot biztosít Harrington felé a 117-es járattal, amely észak felé tart Camden felé, és csatlakozik a Dover környékét kiszolgáló helyi buszjáratokhoz.

## Közigazgatás
Harrington polgármester-tanács kormányzati rendszerrel rendelkezik.  2017-től Harrington polgármestere Duane Bivans.  Harrington polgármestere nyolc egymást követő évig lehet valaki, míg a városi tanács tagjai kilenc egymást követő évig lehetnek hivatalbab.  A határidőket 2017-ben vezették be, és Harrington egyike azon kevés településeknek Delaware-ben, amelyek időbeli korlátokkal rendelkeznek az önkormányzati tisztviselőkre.